# Phụ gia áp suất cực cao
Phụ gia áp suất cực cao hoặc phụ gia EP, là chất phụ gia cho chất bôi trơn có vai trò giảm sự mài mòn của các bộ phận của bánh răng chịu được áp suất rất cao. Chúng cũng được thêm vào chất lỏng bôi trơn khi gia công kim loại.
Chúng thường được sử dụng trong các ứng dụng như hộp số, trong khi phụ gia chống mòn được sử dụng với các ứng dụng nhẹ hơn như động cơ thủy lực và ô tô.
Dầu hộp số áp lực cao hoạt động tốt trên nhiều mức nhiệt độ, tốc độ và kích cỡ bánh để tránh thiệt hại cho bánh răng trong khi khởi động và dừng động cơ. Không giống như chất phụ gia chống mài mòn, phụ gia áp suất cực kỳ hiếm khi được sử dụng trong dầu động cơ. Các hợp chất lưu huỳnh hoặc clo chứa trong chúng có thể phản ứng với nước và các sản phẩm phụ đốt cháy, tạo thành axit tạo thuận lợi cho ăn mòn các bộ phận động cơ và vòng bi.
Các chất phụ gia áp suất cao đặc biệt chứa các chất lưu huỳnh hữu cơ, phosphor hoặc clo, bao gồm các hợp chất sulfur-phosphor và sulfide-phosphor-boron, phản ứng hóa học với bề mặt kim loại trong điều kiện áp suất cao. Trong các điều kiện như vậy, những bất thường nhỏ trên bề mặt trượt gây ra những tiếng nhấp nháy cục bộ ở nhiệt độ cao (300-1000 °C), không tăng nhiệt độ bề mặt trung bình đáng kể. Phản ứng hóa học giữa các chất phụ gia và bề mặt được giới hạn trong khu vực này.
Các chất phụ gia áp suất cực trị đầu tiên được dựa trên muối chì axit béo ("xà phòng chì"), các hợp chất "lưu huỳnh hoạt tính" (ví dụ thiol và lưu huỳnh nguyên tố), và các hợp chất clo. Trong những năm 1950 việc sử dụng xà phòng chì đã được loại bỏ và thay thế bằng các hợp chất kẽm và phosphor như kẽm dithiophosphat.
Một số chất phụ gia EP là:
- Chất béo sulfur hoá không hoạt tính tối
- Chất béo sulfur hoá hoạt tính tối
- Hydrocarbon lưu huỳnh tích cực hoạt tính
- Các chuỗi clo và kiềm ngắn alkan s (xem hydrocarbon clo hoá và clo hóa parafin)
- Ester của axit chlorendic
- Polymer ester s
- Polysulfide s

Hợp chất Molybdenum
Hydro cacbon clo Aliphat (clo hóa dầu là rẻ và hiệu quả, tuy nhiên chúng vẫn tồn tại trong môi trường và có xu hướng mạnh mẽ đối với sự tích tụ sinh học. Vì vậy, họ đang được thay thế bằng các lựa chọn thay thế. Trong chất cắt, vai trò của chúng chủ yếu tập trung vào các công thức để tạo thành các bộ phận phức tạp thép không gỉ.
Hydro cacbon clo Aliphat (parafin clo) rẻ và hiệu quả, tuy nhiên chúng vẫn tồn tại trong môi trường và có khuynh hướng tích tụ sinh học. Vì vậy, họ đang được thay thế bằng các lựa chọn thay thế. Trong việc cắt giảm chất lỏng, vai trò của chúng chủ yếu tập trung vào các công thức để tạo thành các bộ phận thép không rỉ phức tạp.
Hoạt tính của hydrocarbon halogen hóa tăng với độ bền giảm của liên kết cacbon-halogen. Ở nhiệt độ tiếp xúc cục bộ nằm trong khoảng 305-330 °C, chất phụ gia phân huỷ nhiệt và các nguyên tử halogen phản ứng tạo thành một lớp bề mặt của halide sắt trên bề mặt một phần. Sự thất bại cuối cùng của điểm tiếp xúc đến khi nhiệt độ tiếp xúc vượt quá điểm nóng chảy của lớp sắt halide. Trong những điều kiện như vậy, các hạt nhỏ carbon cũng được tạo ra. Một số hợp chất được sử dụng trong các chất phụ gia bôi trơn là chloroalkan, axit trichloromethyl phosphine, các este hữu cơ của axit a-acetoxy-b, b, b-trichloroethyl phosphonic, este trichlorometyl ester của axit phosphorric, dẫn chất trichlorometyl của lưu huỳnh, các hợp chất trichloroacetoxy, este hoặc muối amin của chlorendic Axit, 1,2,3,4,7,7-hexachloro-5-dimetylbicyclo [2.2.1] -2-heptene, vv
Chất phosphor hữu cơ tan trong dầu, có hoặc không có kẽm, có đặc tính chống ăn mòn và chống ăn mòn tuyệt vời, và bảo vệ chống ăn mòn đặc biệt khi có các hydrocarbon clo. ZDDP bắt đầu phân hủy ở 130-170 °C, trong khi nhiệt độ kích hoạt của TCP thường vượt quá 200 °C. Các sản phẩm phản ứng của chúng tạo thành màng bôi trơn kết dính với hóa học trên bề mặt.
Polysulfide đóng vai trò như một chất lưu giữ lưu huỳnh hoạt động và không hoạt động.
Hợp chất Molybdenum phân hủy dưới áp suất cao để tạo thành một lớp lắng đọng tại chỗ của disulfide molybden. Molybden dithiocarbamates được sử dụng làm chất phụ gia cho chất bôi trơn.
Lưu huỳnh chứa phụ gia áp suất cực kỳ cao có thể gây ra các vấn đề ăn mòn trong bánh răng với các bộ phận bằng đồng, đồng thau và hợp kim đồng khác khi gặp phải môi trường có nhiệt độ cao.